# دیمیتریس دیامانتاکوس
دیمیتیس دیامانتاکوس (یونانی: Δημήτρης Διαμαντάκος؛ زادهٔ ۵ مارس ۱۹۹۳) یک بازیکن فوتبال اهل یونان است.
وی همچنین در تیم ملی فوتبال یونان بازی کرده است.